# Jugorionok
Jugorionok – osiedle typu miejskiego w Rosji, w Jakucji. W 2010 roku liczyło 272 mieszkańców.